# Ciplakastacus mersinensis
Ciplakastacus mersinensis is een eenoogkreeftjessoort uit de familie van de Leptastacidae. De wetenschappelijke naam van de soort is voor het eerst geldig gepubliceerd in 2009 door Sak, Karaytug & Huys.